# 道井淳平
道井 淳平（みちい じゅんぺい、1997年11月19日 - ）は、日本の元男子バレーボール選手である。

## 来歴
石川県河北郡出身。7歳の頃、ワールドカップの影響を受けてバレーボールを始める。
石川県立工業高等学校、日本体育大学を経て、2019年、V.LEAGUE DIVISION1(V1)に所属するジェイテクトSTINGSの内定選手となる。
2020年、大学卒業後、ジェイテクトSTINGSに入団。2シーズン目の2021-22シーズンでV1デビューを果たし、シーズンを通して4本のノータッチエースを決めた。
2025年3月、2024-25シーズン限りでの現役引退が発表された。6月2日に引退選手として公示。6月5日にPFUブルーキャッツ石川かほくのコーチ就任が発表された。

## 所属チーム
- 石川県立工業高等学校（2013-2016年）
- 日本体育大学（2016-2020年）
- ジェイテクトSTINGS/ジェイテクトSTINGS愛知（2020-2025年）